# Heliostibes
Heliostibes é um gênero de traça pertencente à família Agonoxenidae.